# Prowana
Prowana (Provana) – polski herb szlachecki z nobilitacji.

## Opis herbu
Opis zgodnie z klasycznymi metodami blazonowania:
W polu czerwonym orzeł srebrny, z orężem złotym, noszący na piersi tarczę dzieloną w krzyż, w której w polach I i IV, czerwonych, kolumna srebrna z koroną złotą, w polach II i III, srebrnych, winna latorośl zielona. Klejnot kolumna srebrna z koroną złotą. Labry czerwone, podbite srebrem.

## Najwcześniejsze wzmianki
Nadany 1 stycznia 1557 Trojanowi i Prosperowi Prowanom. Herb powstał przez umieszczenie herbu rodowego na piersiach Orła Białego. Na nagrobku Prospera w Krakowie umieszczono oryginalny herb rodowy − bez Orła.

## Herbowni
Prawnicki, Prowana, Prowani.